# Józef Kopecki
Józef Alojzy Kopecki (ur. 11 kwietnia 1895 w Jabłonkowie, zm. 25 kwietnia 1945 w KL Mauthausen-Gusen) – major piechoty Wojska Polskiego, działacz niepodległościowy, kawaler Orderu Virtuti Militari.

## Życiorys
Urodził się 11 kwietnia 1895 w Jabłonkowie, w rodzinie Wacława i Ewy z domu Bazelides.
Do Wojska Polskiego został przyjęty z byłej armii austro-węgierskiej. Służył w 4 pułku strzelców podhalańskich w Cieszynie. 3 maja 1922 został zweryfikowany w stopniu kapitana ze starszeństwem z 1 czerwca 1919 i 1472. lokatą w korpusie oficerów piechoty. 18 lutego 1928 został mianowany majorem ze starszeństwem z 1 stycznia 1928 i 128. lokatą w korpusie oficerów piechoty, a w kwietniu tego roku wyznaczony na stanowisko komendanta obwodu Przysposobienia Wojskowego. W marcu 1930 został przeniesiony z 4 psp do 2 pułku piechoty Legionów w Sandomierzu na stanowisko dowódcy batalionu. W październiku 1931 został przesunięty na stanowisko kwatermistrza, a w 1936 przesunięty na stanowisko dowódcy I batalionu, detaszowanego w Staszowie. Na czele tego batalionu walczył w kampanii wrześniowej, między innymi w bitwie pod Borową Górą, a później w obronie Modlina. 29 września 1939, po kapitulacji załogi twierdzy, dostał się do niemieckiej niewoli. Przebywał w obozie w Działdowie. W trzeciej dekadzie października 1939 został zwolniony z niewoli na podstawie umowy kapitulacyjnej.
W listopadzie 1939 w Krakowie wstąpił do konspiracyjnej Organizacji Orła Białego, działał jako Jan Gala, używał pseudonimów „Gala”, „Skałka” i „Soplica”. W OOB pełnił funkcję szefa oddziału organizacyjnego i dyscypliny, był również organizatorem Rejonu Krakowsko - Miechowskiego OOB. Po scaleniu z ZWZ pełnił funkcję komendanta Obwodu Kraków - miasto ZWZ (od wiosny 1940 r.), następnie od kwietnia 1941 r. kierował samodzielną placówką wywiadowczą na terenie Inspektoratu Rejonowego ZWZ - AK Mielec. 17 lipca 1944 r. został aresztowany przez Gestapo w swoim mieszkaniu w Mielcu, więziony był w Rzeszowie, Pustkowie, Sachsenhausen, a w lutym 1945 r. przeniesiony do obozu koncentracyjnego Gusen, gdzie jako Jan Gala zmarł z wycieńczenia 25 kwietnia 1945 r.
Pośmiertnie został mianowany podpułkownikiem.

## Ordery i odznaczenia
- Krzyż Srebrny Orderu Wojskowego Virtuti Militari – 29 września 1939 „za wykazane męstwo i wyjątkowe zdolności dowódcze” przez dowódcę Armii „Łódź” i „Warszawa” gen. dyw. Juliusza Rómmla[18]
- Krzyż Niepodległości – 22 kwietnia 1938 „za pracę w dziele odzyskania niepodległości”[19], zamiast uprzednio (16 września 1931) nadanego Medalu Niepodległości[20]
- Krzyż Walecznych[21][22]
- Złoty Krzyż Zasługi – 10 listopada 1938 „za zasługi w służbie wojskowej”[23][24][25]
- Srebrny Krzyż Zasługi[21]
- Medal Pamiątkowy za Wojnę 1918–1921
- Medal Dziesięciolecia Odzyskanej Niepodległości